# عزوزة (رواية)
رواية عزوزة للكاتبة المغربية الزهرة رميج نشرت سنة 2012 عن دار النايا للنشر والتوزيع ودار محاكات للنشر والتوزيع بسوريا.

## نبذة عن الرواية
تدور أحداث الرواية حول البطلة عزوزة التي خالفت التقاليد والعادات وتحدت رأي والدها في موضوع الزواج، اختارت أن تتزوج من "أحمد"، الرجل الذي كانت تحبه، رغم تحديات الحياة الزوجية التي واجهتها بمجرد دخولها إلى هذا العالم الجديد. عزوزة واجهت صعوبات كبيرة في حياتها الزوجية، حيث كانت تعيش في بيئة تسودها سلطة الحماة بجانب الزوج، خاصةً مع إنجابها للفتيات فقط. كانت البطلة تحاول التصدي لهذه الظروف الصعبة بشجاعة وتحمل، ولكنها واجهت معاناة نفسية كبيرة.
كان الزوج أحمد يميل إلى تنفيذ رغبات والدته بالزواج من امرأة أخرى، مما أدى إلى تفاقم الخلافات والصراعات داخل الأسرة. بعد فترة من الصراعات، قرر أحمد الانفصال عن الزوجة الثانية والانتقال مع عائلته إلى المدينة. رغم الانفصال، بقيت عزوزة تعيش في حالة من العزلة والمعاناة النفسية. تحولت حليمة في هذه الظروف إلى الوسيطة الحكيمة التي تحاول التواصل وإيجاد حلول بين عزوزة ووالديها، في محاولة للتخفيف من معاناتها وإيجاد طريقة لتجاوز هذه التحديات.

## الشخصيات[1]

### الشخصيات الرئيسية
عزوزة: تمثل صورة المرأة القروية المغربية التي تتسم بالصبر والقوة. هي نموذج للأم المضحية وصورة للمرأة الريفية في حياتها البسيطة المليئة بالمشقة، تعاني من العنف والاستبداد من زوجها أحمد، وتحاول التغلب على هذه الصعوبات بشجاعة وتفانٍ من أجل أسرتها.
أحمد: زوج عزوزة، رجل مستبد وعنيف تجاه زوجته. يمثل صورة الرجل الذي يستغل قوته في قمع المرأة. يعكس الديناميكيات الذكورية السائدة في المجتمع القروي،كما أنه خائن وغير مخلص.

### الشخصيات الثانوية
- غنو: حمات عزوزة، تمثل شخصية المرأة المستبدة والقاسية. تؤثر سلبًا على حياة عزوزة من خلال تدخلاتها المستمرة ومكائدها.[2]
- علي: والد عزوزة، يظهر كأب محب وحنون. كان لعلاقته المميزة مع ابنته أثر عميق في حياتها، وموته شكل صدمة كبيرة لها.[6]
- الحمرية: إحدى النساء اللواتي دخلن حياة أحمد لاحقًا.
- هنية: أخت أحمد،امرأة ضعيفة الشخصية تعاني من تسلط والدتها غنو تظهر.[2] كضحية للعنف الأسري.
- عبد الرحيم: أخ عزوزة الذي كانت تربطه بها علاقة قوية. موته كان له تأثير عاطفي كبير عليها.[2]
- الفقيهة: امرأة لعبت دور الأم لعزوزة، عوضتها عن حنان الأم الحقيقي.قدمت الدعم والرعاية لعزوزة خلال مراحل صعبة من حياتها.[4]

## الأراء و النقد
علق الناقد الكبير الداديسي عن هذه الرواية قائلا: "صبر القروية بين عنف الزوج وجبروت الحماة في رواية (عزوزة)". أما عبدالواحد كفيح، فعلق قائلا: "رواية اعتمدت العلاقات الأسرية على اختلاف أنواعها سواء بين الأب والابنة وبين الابن وأمه والصراع الأزلي الناشب دوماً بين الحماة والكنة والزوج وزوجته والضرة وضرتها، مبرزة معاناة المرأة القروية مسلطة الضوء على جوانب معتمة او مجهولة في حياة نسائنا البدويات، وعلى ألسنة نساء من مختلف الأعمار تحدثن عن ما يمور في دواخلهن من أحاسيس ورغبات دفينة هي في عرف التقليد من المحرمات، التي لا يجب الخوض فيها…" كتبت جريدة الصحراء حول هذه الرواية قائلة أن عزوزة هي رواية مغربية خالصة تهم بالدرجة الأولى القارئ المغربي. أما جريدة بيان اليوم: فعلقت حول البعـد الأيروسي في رواية «عزوزة» للكاتبة المغربية زهرة رميج

## ثيمة البادية
في رواية "عزوزة"، تحضر البادية كفضاء حيوي وجوهري، يتجاوز دورها التقليدي كخلفية ثابتة إلى عنصر أساسي في البناء الروائي. تمثل البادية منبعًا للقيم المغربية الأصيلة، حيث تعكس العلاقة الحميمية التي تربط الساردة بهذا الفضاء.تُبرز الرواية البادية ليس كصورة نمطية متخلفة أو فلكلورية، وإنما كفضاء إنساني نابض بالحياة، مليء بالكرم والكرامة، ومنبعًا للقيم الأخلاقية. الساردة تغوص في تفاصيل البادية، فتجعل منها شخصية قائمة بذاتها تتفاعل مع الأحداث والشخوص، مما يمنح الرواية عمقًا واقعيًا وإنسانيًا.البادية في "عزوزة" ليست مجرد ديكور، بل هي محور أساسي يشكل المادة الحكائية ويؤثر في تلاحق الأحداث، كما يوضح ذلك حسن بحراوي، حيث تصبح البادية رمزًا للأصل والهوية المغربية.

## صورة المرأة
سلطت الكاتبة الضوء على صورة المرأة القروية، واعتبرتها محورًا يعكس التحديات الاجتماعية والثقافية التي تواجهها في المجتمعات التقليدية. ركزت الرواية على استعراض الظروف القاسية التي تحيط بالمرأة القروية، والتي تشمل الفقر، التهميش، والعنف المجتمعي، وكيف تتشكل هويتها داخل بيئة تتسم بسيطرة العادات والتقاليد التي تقيد حريتها وتفرض عليها أدوارًا نمطية.

### صورة المرأة الام
عزوزة هي أم بسيطة وغير متعلمة، إلا أنها تحمل قلبا واسعا قويا قادرا على مواجهة كل شيء في سبيل سلامة أبنائها. تظهر لنا الأمومة في شخصية عزوزة في عدة مواقف في الرواية، بدءا بعطفها على ابنتها أثناء اتخاذ حماتها وزوجها قرار الفطام، والذي رفضته عزوزة رفضا باتا، الشيء الذي أدخلها حالة نفسية صعبة .

#### صورة الطفلة
عملت الكاتبة في روايتها، على إظهار صورة الطفولة بشكل واضح، فهي طفولة مليئة بالحب والفرح عاشتها عزوزة، حيث كانت مدللة أبيها يغدقها بحب جعلها تتميز عن باقي بنات الدوار ". إنها أحب إخوتها ـ الأشقاء وغير الأشقاءـ إلى أبيها. يناديها باسم الدلال لَعْزِيزَة بدل عزوزة. يجلسها إلى جانبه. يمسح بيده شعرها الأسود الناعم. عندما بلغت الثانية عشرة من عمرها، وأصبح جسدها يشي بامرأة مكتملة النضج ظل يجلسها إلى جانبه في جلساته وسهراته الخاصة مع رجال القرية. مكانة يحسدها عليها الكثير من الفتيان قبل الفتيات، وتثير استياء مكتوما لدى الرجال. كما أنها كانت تبادله نفس الشعور، فلم يكن فقط والدها، بل كان صديقها المقرب التي تخلو علاقتها معه من الخوف عكس فتيات سنها "أحست بالحنين إليه. كأنه غاب دهرا. راحت تتمرغ في مكانه وتتشمم رائحته التي تشعرها دائما، بالسعادة والأمان. حبها لوالدها لا حدود له. حب تستغربه كل الصبيات في عمرها ممن يحكم الخوف لا الحب علاقتهن بآبائهن، فيجعلهن يغدقن عواطفهن على الأمهات ويلتصقن بهن أشد الالتصاق. لعل هذا المخزون الهائل من الحب الذي تكنه لوالدها هو سبب ضعفه أمامها وسر تفضيله لها على سائر أبنائه الذين يهابونه ويخشون سطوته.

##### صورة المراة المعنفة
تصف الرواية صورة الزوجة التعيسة؛ إذ عملت الكاتبة على تصوير المرأة داخل مؤسسة زوجية تحكمها علاقة التبعية والخضوع للرجل الزوج، حيث إن لعزوزة على طول أحداث الرواية مواقف كثيرة، يسودها الظلم والإجحاف والعنف، الذي تتعرض له من قبل زوجها أحمد، فقد كانت عزوزة تعنف دائما بسبب المؤامرات التي كانت تنسجها حماتها غنو ضدها

###### صورة المراة الضعيفة
تواصل الكاتبة العمل على اظهار صورة المرأة من خلال البناء السردي، فكما أدرجت نقاط القوة في شخصية من شخصيات روايتها، فإنها من زاوية أخرى عملت على اظهار نقاط الضعف في احدى شخصياتها؛ إذ إن الرواية تتكثف فيها الصور السردية، عن طريق تحديد الشخصيات التي تنبني عليها أحداث العمل الروائي.
وتظهر لنا شخصية هنية أخت أحمد بصورة المرأة ذات الشخصية الضعيفة، التي لا رأي لها داخل أسرتها، وخاصة أمها التي لطالما عاملتها معاملة قاسية، وكانت دائمة الاستهزاء بها حارمة إياها من حنان الأم، إلا أن هنية كانت تقابل هذه القسوة بالصمت والصبر دون القيام بأي ردة فعل للدفاع عن نفسها .

###### صورة ام الزوج
تتجسد صورة الحماة أو أم الزوج في شخصية غنو أم أحمد، التي تتميز بالقوة والصلابة، حيث تميزت طيلة أحداث الرواية بمعاملتها القاسية، وجبروتها وتسلطها على زوجة ابنها عزوزة، إضافة إلى المكائد التي كانت دائما تنصبها لها، مما سبب مشاكل وصراعات بين الزوجين.

## اقتباس
« وجدت عزوزة مستيقظة تغير ملابس النوم.اندهشت - كعادتها كلما رأتها عارية - من صمود هذا الجسد، كأن كل النيران التي اكتو ى بها عبر مسيرته الطويلة، كانت تنزل عليه بردا وسلاما. كأن الزمن نفسه وقع في غوايته فمنحه إكسير الشباب ليظل ناسكا متعبدا في محراب جماله وطرواته. كأن ذلك البطن لم يحمل نصف دزينة من الأطفال. ولا ذينك الثديين أرضعا حتى التخمة تلك الأفواه النهمة...»